# Cafer Höyük
Koordinaten: 38° 24′ 43″ N, 38° 42′ 35″ O

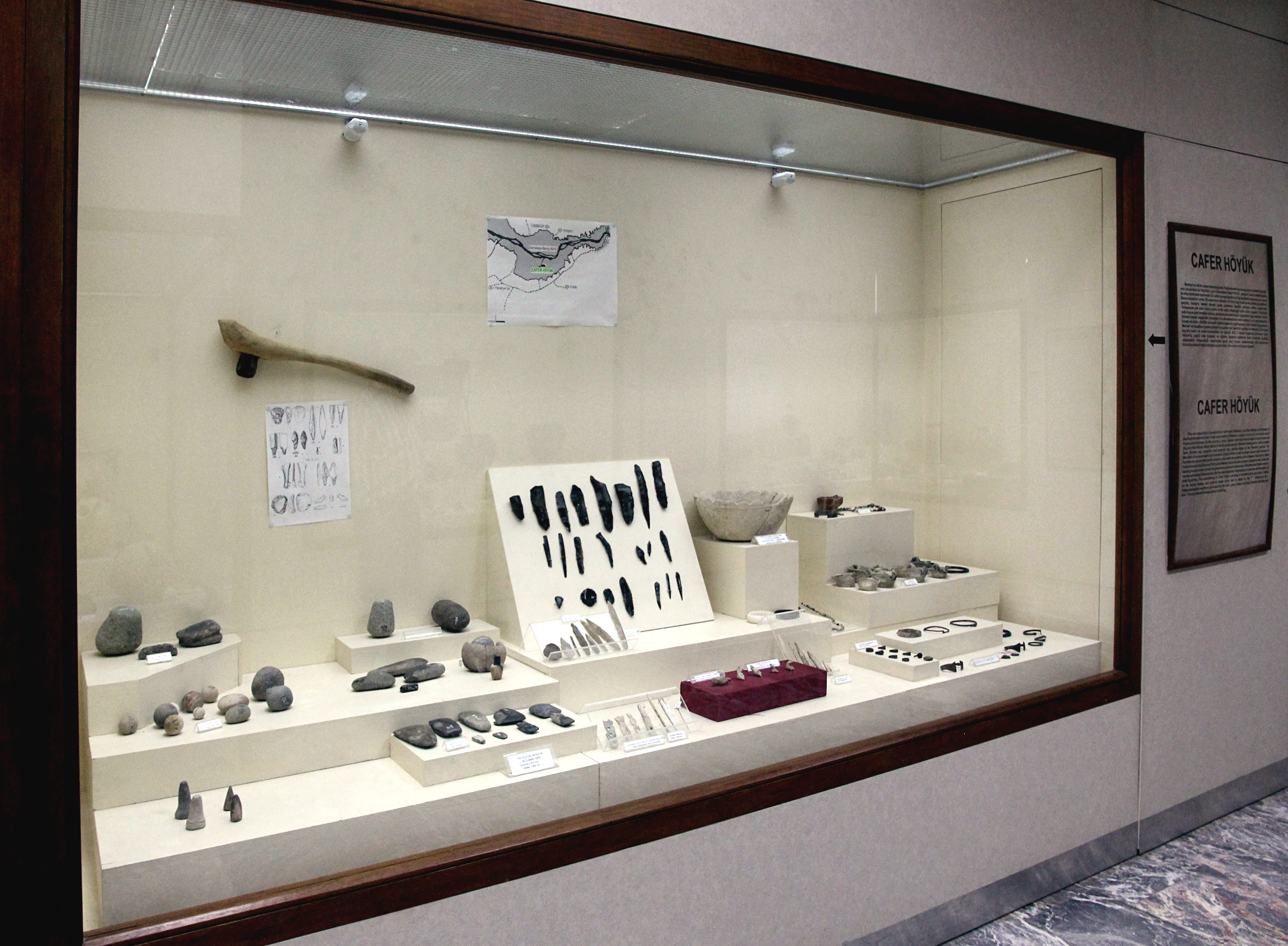
Funde aus Cafer Höyük im Archäologischen Museum Malatya

Cafer Höyük ist ein jungsteinzeitlicher Fundort am oberen Euphrat in der Türkei in der Provinz Malatya. Der Ort wurde 1979 bis 1986 unter Leitung von Oliver Aurenche und Jacques Cauvin ausgegraben. Dabei stellte sich heraus, dass der Ort insgesamt drei Siedlungsphasen erlebte.
Die erste Siedlungsphase bestand um das Jahr 8000 v. Chr. aus rechteckigen Lehmziegelgebäuden. Das Baumaterial wurde lediglich an der Luft getrocknet. In ihrem Inneren besaßen die Bauwerke eine Unterteilung in mehrere Räume, die miteinander verbunden waren. Aus dieser Phase stammen auch einige Kleingeräte, die vornehmlich aus Obsidian hergestellt wurden und sowohl Verbindungen zum Kaukasus als auch zur Levante zeigen. Bereits in dieser frühen Phase lässt sich der Anbau von Hülsenfrüchten nachweisen.
Die zweite Siedlungsphase bestand in der ersten Hälfte des 8. Jahrtausends v. Chr. In dieser Phase wurden die Gebäude um ein Untergeschoss in Zellplanbauweise, ähnlich wie in Cayönü, erweitert. Zwischen den Gebäuden lagen vermutlich unüberdachte Höfe. Die Steingeräte besaßen in dieser Phase nun zunehmend Klingen. Aus dieser Phase stammen aber auch edle Steingefäße sowie vier Lehmfigurinen.
Die dritte Phase gehört zur zweiten Hälfte des 8. Jahrtausends v. Chr. Hier existierten die Gebäude aus der vorausgehenden Phase fort, zeigen jedoch eine deutlichere Einteilung in Räume. Die Fundamente dieser Gebäude wurden von großen Kieselsteinen gebildet, auf welchen dann aufgehende Lehmziegelmauern standen. Im Laufe dieser Phase veränderte sich die Position der Häuser zueinander, so dass sie zeitweise direkt aneinander gebaut waren und zeitweise schmale Gassen zwischen ihnen existierten. Zum Zentrum hin verschmälern sich diese Gassen zunehmend, so dass die Siedlung hier insgesamt dichter wird.
Der in der Siedlung gefundene Obsidian wurde aus rund 200 Kilometer entfernten Lagerstätten herangeschafft. Daneben spielten vor allem Marmor und Basalt als Material für die Werkzeugherstellung eine große Rolle. Hinweise auf Viehzucht konnten keine gefunden werden, so dass Cafer Höyük wohl als Bauerndorf gelten kann, dessen Bewohner jedoch auch noch auf die Jagd gingen.
Der Ort ist heute von dem in den späten 1980er Jahren errichteten Karakaya-Stausee überflutet. Die Funde sind im Archäologischen Museum Malatya ausgestellt.